# 孤独なハリケーン
「孤独なハリケーン」（こどくなハリケーン）は、1987年9月9日に発売された本田美奈子の12枚目のシングル。

## 解説
本田の主演映画『パッセンジャー 過ぎ去りし日々』の主題歌。

## 収録曲
（全作詞：小林和子、作曲：西木栄二、編曲：大村憲司）
1. 孤独なハリケーン
  - 松竹映画『パッセンジャー 過ぎ去りし日々』主題歌
2. 今夜はビートに乗れない

## 収録アルバム
- 孤独なハリケーン
  - パッセンジャー （1987年10月26日） - ライブバージョン
  - Midnight Swing （1987年12月16日）
  - DISPA 1987 （1988年1月25日）  - ライブバージョン
  - Look over my shoulder （1988年10月26日）
  - best now （1989年9月13日,1990年11月14日）
  - Stand up -BEST BEAT COLLECTION- （1990年12月12日）
  - Big Artist Best Collection （1994年12月7日）
  - TWIN BEST （1998年5月13日）
  - 2000 millennium BEST （2000年5月24日）
  - GOLDEN☆BEST 本田美奈子 （2003年6月25日）
  - 本田美奈子BOX （2004年12月15日）
  - CD & DVD THE BEST （2005年12月7日）
  - ANGEL VOICE 〜本田美奈子.メモリアル・ベスト〜（2007年4月18日）
  - ゴールデン☆アイドル 本田美奈子 (2014年7月30日)
  - エッセンシャル・ベスト 1200 本田美奈子 (2018年3月21日)

- 今夜はビートに乗れない
  - Midnight Swing （1987年12月16日）
  - best now （1989年9月13日,1990年11月14日）
  - Stand up -BEST BEAT COLLECTION- （1990年12月12日）
  - TWIN BEST （1998年5月13日）
  - 本田美奈子BOX （2004年12月15日）
  - ゴールデン☆アイドル 本田美奈子 (2014年7月30日)

## TV

### 孤独なハリケーン
- 歌のトップテン
- オールナイトフジ
- ザ・ベストテン
- スーパージョッキー
- ミュージックスクエア
- ミュージックステーション
- ミュージックフェア
- ヤングスタジオ101
- ヤンヤン歌うスタジオ
- 夜のヒットスタジオ

### 今夜はビートに乗れない
- ヤングスタジオ101